# Rafael Morales Duque
Rafael Morales Duque OFM (* 7. September 1929 in Trujillo, Provinz Valle del Cauca; † 7. Januar 2021) war ein kolumbianischer römisch-katholischer Ordenspriester und Apostolischer Präfekt von Guapi. 

## Leben
Rafael Morales Duque trat am 12. November 1949 der Ordensgemeinschaft der Franziskaner bei und absolvierte sein Noviziat in Cali. Nach seiner theologischen Ausbildung empfing er am 13. Juli 1958 in Bogotá die Priesterweihe. 
Papst Johannes Paul II. ernannte ihn am 5. Mai 1994 zum Apostolischen Präfekten von Guapi. Papst Johannes Paul II. gab seinem altersbedingten Ruhestandsgesuch am 13. Februar 2001 statt. Rafael Morales Duque starb im Januar 2021 in der Franziskanergemeinschaft der Provinz Santa Fe de Colombia an den Folgen eines Krebsleidens.